# Sólo se vive una vez
Sólo se vive una vez (bra: Só Se Vive uma Vez) é um filme hispano-argentino de comédia de ação e sátira dirigido por Federico Cueva. É estrelado por Juan Pedro Lanzani, Gérard Depardieu e Santiago Segura. Foi lançado na Espanha em 12 de outubro de 2017.

## Sinopse
Leonardo Andrade é o homem errado no lugar errado na hora errada. Depois de gravar um assassinato e guardar as provas, foge para manter-se vivo e, para sobreviver, precisa cobrir-se. Sob uma nova identidade, tornar-se-á um judeu hassídico ortodoxo. Um assassino implacável francês, Duges e seus associados Tobías López e Harken vão caçar Leo. Sua perseguição ininterrupta tem apenas uma velocidade emocionante. O tempo está esgotando-se e seus inimigos estão aproximando-se. Agora Leo, um bando de desajustados, enfrentará o maior desafio de suas vidas.

## Elenco
- Juan Pedro Lanzani como Leonardo Andrade.
- Gérard Depardieu como Duges.
- Santiago Segura como Tobías López.
- Hugo Silva como Harken.
- Carlos Areces como Sergio González Peña.
- Eugenia Suárez como Flavia.
- Pablo Rago como Agustín.
- Walter Donado como Arzola.
- Luis Brandoni como Mendi.
- Pablo Cedrón como Olivera.
- Arancha Martí como Sara Kreiner.
- Darío Lopilato como Yosi.
- Adryano Matianellu como Juan
- Naim Sibara como Van Damme
- Pepe Monje como Bombeiro.
- Alejandro Fiore como Seagal.
- Iván Steinhardt como Policial.

## Produção
O roteiro original foi escrito por Sergio Esquenazi sob o nome de Balas Kosher. A ideia para o roteiro decorre de suas experiências em uma Chabad House em Los Angeles. Alguns dos personagens como Rabi Mendi foram baseados em pessoas reais de Chabad. Como fã do grupo de rock Kiss, Sergio escreveu o personagem principal interpretado por Lanzani, como um fã ferrenho do grupo. O roteiro de Sólo se vive una vez é na verdade uma adaptação de Balas Kosher, que foi uma comédia de ação e foi adaptada em uma sátira de ação por Nicolás Allegro, Mili Roque Pitt e Axel Kuschevatzky. No trailer oficial você pode ouvir I Was Made For Loving You, a canção icônica do grupo.

## Trailer
Em 12 de abril de 2017, a MyS Production lançou um trailer do filme, confirmando efetivamente sua estreia em meados de junho de 2017.